# Stefan Csandl
Stefan Csandl (* 21. April 1988 in Wien) ist ein österreichischer Voltigierer.

## Leben
Seit seinem sechsten Lebensjahr übt Stefan Csandl den Voltigiersport aus. Sein Verein heißt UVT Eligius. Sein größter Erfolg ist eine Bronzemedaille bei den Weltreiterspielen 2006 in Aachen im Gruppenvoltigieren. Csandl ist amtierender österreichischer Einzelvoltigier-Staatsmeister und konnte 2010 seinen vierten Titel in Folge erringen. Er gilt heute als international erfolgreichster Voltigierer Österreichs.

## Erfolge
Stefan Csandl hat folgende Siege und Platzierungen errungen, wenn nicht anders vermerkt in der Einzelwertung.
Weltmeisterschaften
- Bronze: 2006 (Team)
- 5. Platz: 2004 (Team)
- 7. Platz: 2006, 2008, 2010
- 8. Platz: 2012
- 11. Platz: 2004

Europameisterschaften
- Bronze: 2013 (Einzel)
- 5. Platz: 2005 (Einzel), 2013 (Pas de Deux, zusammen mit Theresa Thiel)
- 8. Platz: 2007, 2009

CVI-Siege
- Portogruaro 2008
- Jesolo 2010
- Stadl-Paura 2010, 2011
- Aachen 2012
- Aachen 2014 (Pas de Deux, zusammen mit Theresa Thiel)

Österreichische Staatsmeisterschaften
- Gold: 2007, 2008, 2009, 2010
- Silber: 2005, 2006

## Auszeichnungen (Auszug)
- 2009: Goldenes Verdienstzeichen der Republik Österreich